# Xiayang (Yongding)
Xiayang (chinesisch 下洋镇, Pinyin Xiàyáng zhèn) ist eine Großgemeinde im Südosten der Volksrepublik China. Sie gehört zum Verwaltungsgebiet des Stadtbezirkes Yongding, der seinerseits der bezirksfreien Stadt Longyan der Provinz Fujian unterstellt ist. Die Großgemeinde Xiayang verwaltet ein Territorium von 192,9 Quadratkilometern mit einer Gesamtbevölkerung von 25.442 Personen (Stand: 2020). Die Bevölkerungszählung des Jahres 2000 hatte eine Gesamtbevölkerung von 21.883 Personen in 7435 Haushalten ergeben, davon 12.858 Männer und 9025 Frauen.
Auf dem Gebiet von Xiayang gibt es etwa 1700 Hektar Ackerland und 13.500 Hektar Forstgebiete. Xiayang liegt an der Autobahn Putian-Longyan und verfügt über Erdwärme und Vorkommen an Rohstoffen wie Orthoklas, Wolfram und Kupfer. Besonders die Orthoklas-Vorkommen, die im Dorf Yanjiang abgebaut werden, haben hohe Qualität.
Xiayang ist Standort zahlreicher geschützter Kulturgüter. Die Tulou-Gruppe des Dorfes Chuxi gehört zum UNESCO-Welterbe. Die Tiger-Panther-Villa (虎豹别墅) gehört zu den Denkmälern der Provinz Fujian, darüber hinaus gibt es zahlreiche Tempel.
Xiayang ist auf Dorfebene in 20 Dörfer untergliedert: Chenzheng (陈正村), Dongshan (东山村), Beidou (北斗村), Xishan (西山村), Xiayang (下洋村), Zhongchuan (中川村), Fuchuan (富川村), Juechuan (觉川村), Sixian (思贤村), Donglian (东联村), Yanjiang (沿江村), Xiaping (下坪村), Sanlian (三联村), Darui (大瑞村), Danzhu (丹竹村), Shanchuan (上川村), Xiacun (霞村村), Chuxi (初溪村), Yueliu (月流村), Liaopi (廖陂村). Diese fassen 306 dörfliche Siedlungen zusammen.